# Czelder Márton
Czelder Márton (Vásárosnamény, 1833. november 11. – Nagybánya, 1889. augusztus 23.) református lelkész, költő.

## Élete
Szegény sorsú nemes szülőktől származott; a gimnázium alsóbb osztályait a nyíregyházai evangélikus iskolában, többit Sárospatakon végezte. Az 1848–1849. évi szabadságharcban mint egy szabadcsapat tagja vett részt; azután Nagyrozvágyra (Bodrogköz) ment segédtanítónak. 1856-ban a segédlelkészi vizsgát Sárospatakon letette s Losoncra ment káplánnak; itt hivataloskodott 1860 végéig mint segéd- s helyettes lelkész, egyúttal mint a vallás, költészet, szónoklat és természettan tanára; közben 1857. szeptember 13-án a papi hivatalra Komáromban fölszenteltetett. Ekkor a Moldovában és Romániában szétszórtan élő hit- és vérrokonokhoz menetelre határozván el magát, megvált Losonctól és az egri, akkor alakult protestáns egyház tagjai által meghívatván, karácsonykor ő tartotta Egerben két és fél század után az első protestáns nyilvános egyházi beszédet. 1861. január 2-án indult Romániába, s ott tíz évig működött mint misszionárius; ő szervezte s alapította a pitesti, ploiesti, galaci, konstantinápolyi stb. részben református, részben egyesült protestáns gyülekezeteket. A sok küzdelembe belefáradva, 1871-ben elfogadta a felsőbányai református egyház meghívását; Fördős halála után 1884-ben Kecskemétre választatott lelkésznek; innét néhány hónapra nagybányai házában keresett menedéket, ahol elhunyt.

## Írásai
Cikkeket és verseket írt a Vasárnapi Ujságba (1856, 1859–60), Magyar Néplapba (1857), Napkeletbe (1857–60), Magyar Sajtóba (1857. 58. sz.), Szépirodalmi Közlönybe (1858), Kalauzba (1858), Kecskeméti Protestáns Közlönybe (1858–59. Szenczi Molnár Albert életrajza), Divatcsarnokba (1859), Fördős, Papi Dolgozatok Gyászesetekre cz. gyűjteményébe (1859, 1865); P. Naplóba (1859. 211. sz., 1860. 26., 37. sz. Könyvismertetések), Nefelejtsbe (1860), Csokonai Albumba (1861), Hölgyfutárba (1863), a Prot. Egyh. és Isk. Lapba (itt missiói levelei vannak, szám szerint 79). Sárospataki Füzetekbe (1863. Jézus és a kísértő; 1866–68. Levelei Galacból és Kérő felhívása), Magyar Protestáns Figyelmezőbe (1873. A moldva-oláh-török-országi missió érdekében, 1875. Konvent, 1876. Régi magyar vallásos unitárius könyv 1575-ből.)

## Munkái
- Első ibolya. Tavaszi ajándék kis gyermekek számára. Sárospatak, 1853–55. Három füzet. (2. kiadás. Uo. 1856. 3. kiadás. Kolozsvár, 1863.)
- Pályalomb. Költeményfüzér. Pest, 1854. (A Garay-árvák fölsegélyezésére.)
- Vasárnapi, ünnepi és alkalmi imádságok. Uo. 1859.
- Élő szó, melyet a Moldva- és Oláhországban szétszórt ref. magyarok érdekében 1861. jún. 17. S.-Sz.-Györgyön, az erdélyi közzsinaton mondott. Bukarest, 1861.
- Egyházi alapszabály a moldva-oláhországi szétszórt ref. magyar ecclesiákban, 1861. a missió kezdetéről. Uo. 1861.
- Harmadfél század után. Első prot. templomi beszéd Egerben. Pest, 1861.
- Missiói, prédikáczió, melyet Oláhországban a pitești ref. magyar torony csillagfeltétele alkalmával, 1861. szept. 7. mondott. Bukarest. 1862.
- Köznapi imakönyv. Budapest, 1862.
- Elszórt csontok. Missiói prédikáczió, melyet Kecskeméten és Kolozsvárt mondott. Kiadta Szász Domokos. Kolozsvár, 1863.
- Az evangyéliumi prot. egyház rövid védelme. Bukarest, 1863. (Válasz egy ellene s a prot. egyház ellen irt röpiratra, mely az osztrák–magyar birodalomban a tiltott könyvek közé soroztatott.)
- Mindennapi és alkalmi imádságok. Pest, 1864.
- Tükör, válaszul Koos Ferencz volt bukaresti lelkésznek. Bukarest, 1869.
- Czelder Márton működése Romániában 1861–69. Kolozsvár, 1870. (Ism. M. Prot. Figyelmező.)
- Élő kövek. Mi és kié az egyház? Egyházi beszéd. Sárospatak, 1871.
- A hit és szeretet gondviselése. Egyházi beszéd, melyet a nagybányai egyházmegye 1872. márcz. 21. tartott közgyűlése alkalmával mondott. Uo. 1872.
- Legyetek tanítványok. Missziói prédikácziók Pitesten 1861. jan. 27. Debreczen, 1878.
- Halotti imádságok. Háznál, templomban, sirnál. Mellékletek rövid gyászbeszédek. Bpest, 1879.
- Karácsonyi öröm! Kinyomatta az Evangyéliumi Lelkészi Tár 1880. évi folyamából Héjjas József. Kecskemét, 1885.

Szerkesztette a Missiói Lapokat 1866-ban, melyből 14 füzet jelent meg (Ism. Sárospataki Füzetek); Magyar Protestáns Egyházi és Iskolai Figyelőt Felsőbányán és Kecskeméten 1879. januártól 1887. decemberig; Evángyéliumi Lelkészi Tárt Felsőbányán és Kecskeméten 1880-tól 1889-ig és a Vasárnap cz. evangyéliumi hetilapot a nép számára 1880. okt. 3-tól 1884. szept. 14-ig Felsőbányán és 1885. okt. 18-tól 1888. jan. 30-ig Kecskeméten.